# Xã Greenwood, Quận Baxter, Arkansas
Xã Greenwood (tiếng Anh: Greenwood Township) là một xã thuộc quận Baxter, tiểu bang Arkansas, Hoa Kỳ. Năm 2010, dân số của xã này là 164 người.